# Bruno Weber (Künstler, 1931)

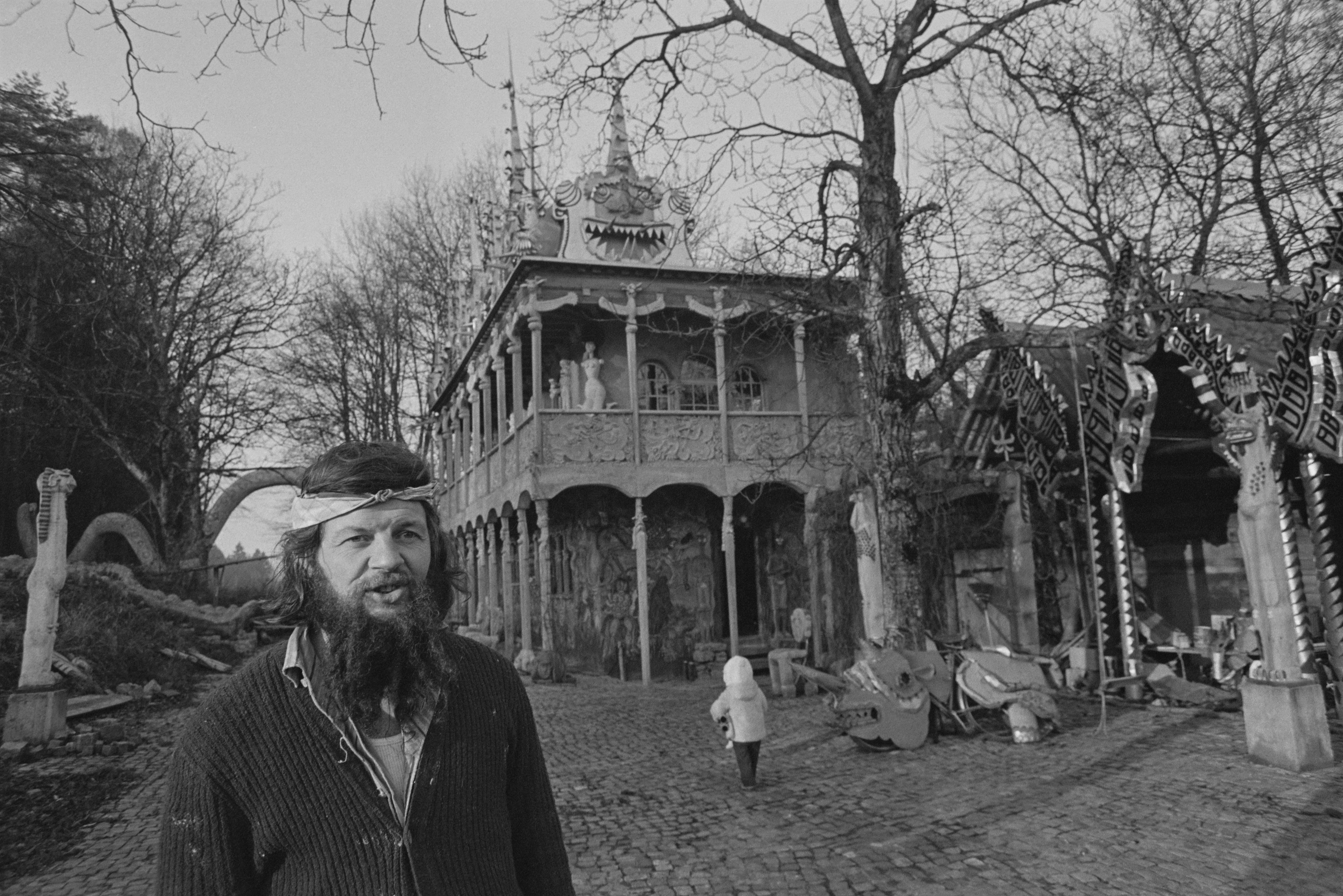
Bruno Weber vor dem "Wohnhaus mit Turm", seinem Wohnhaus (1974)

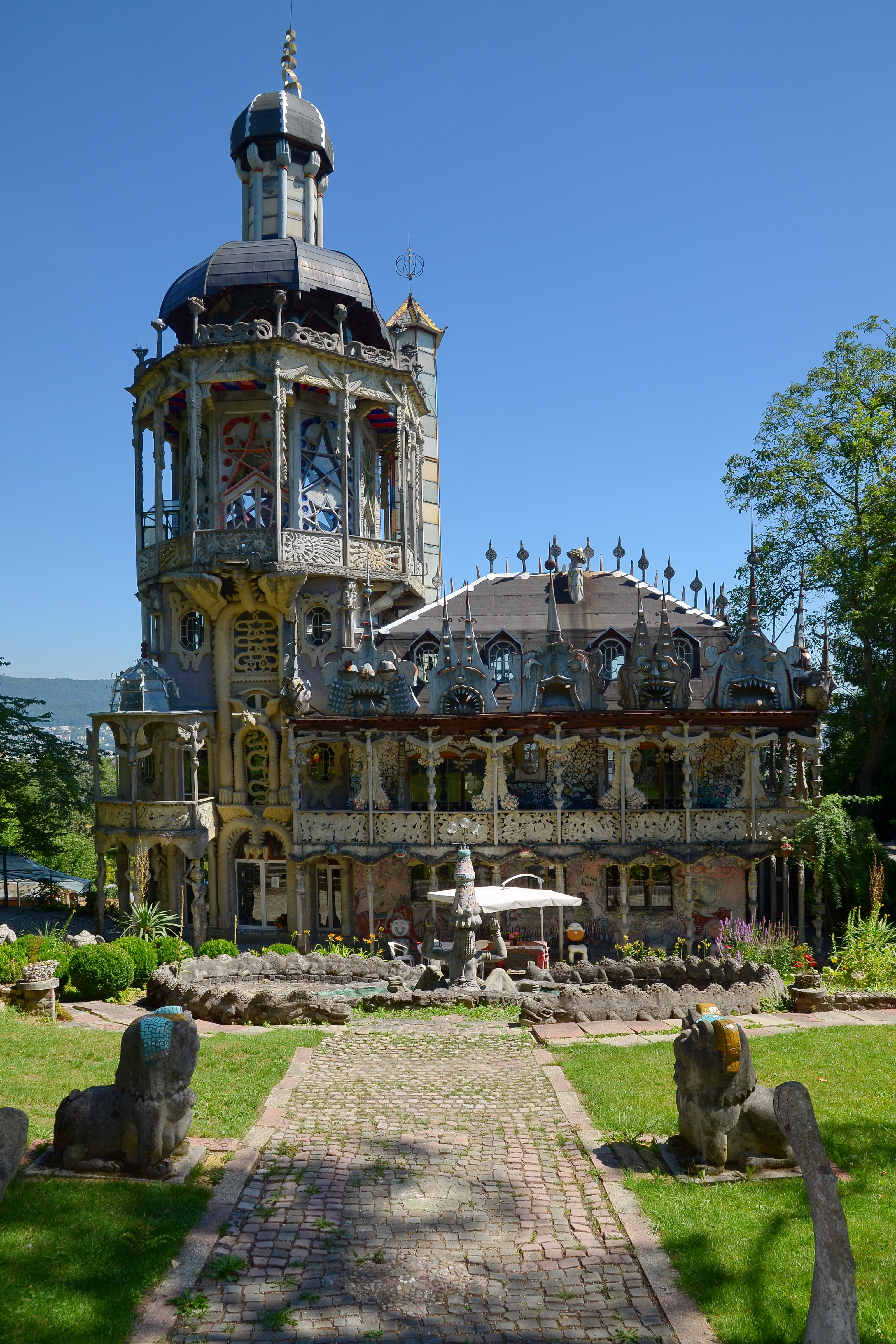
Haus mit Turm

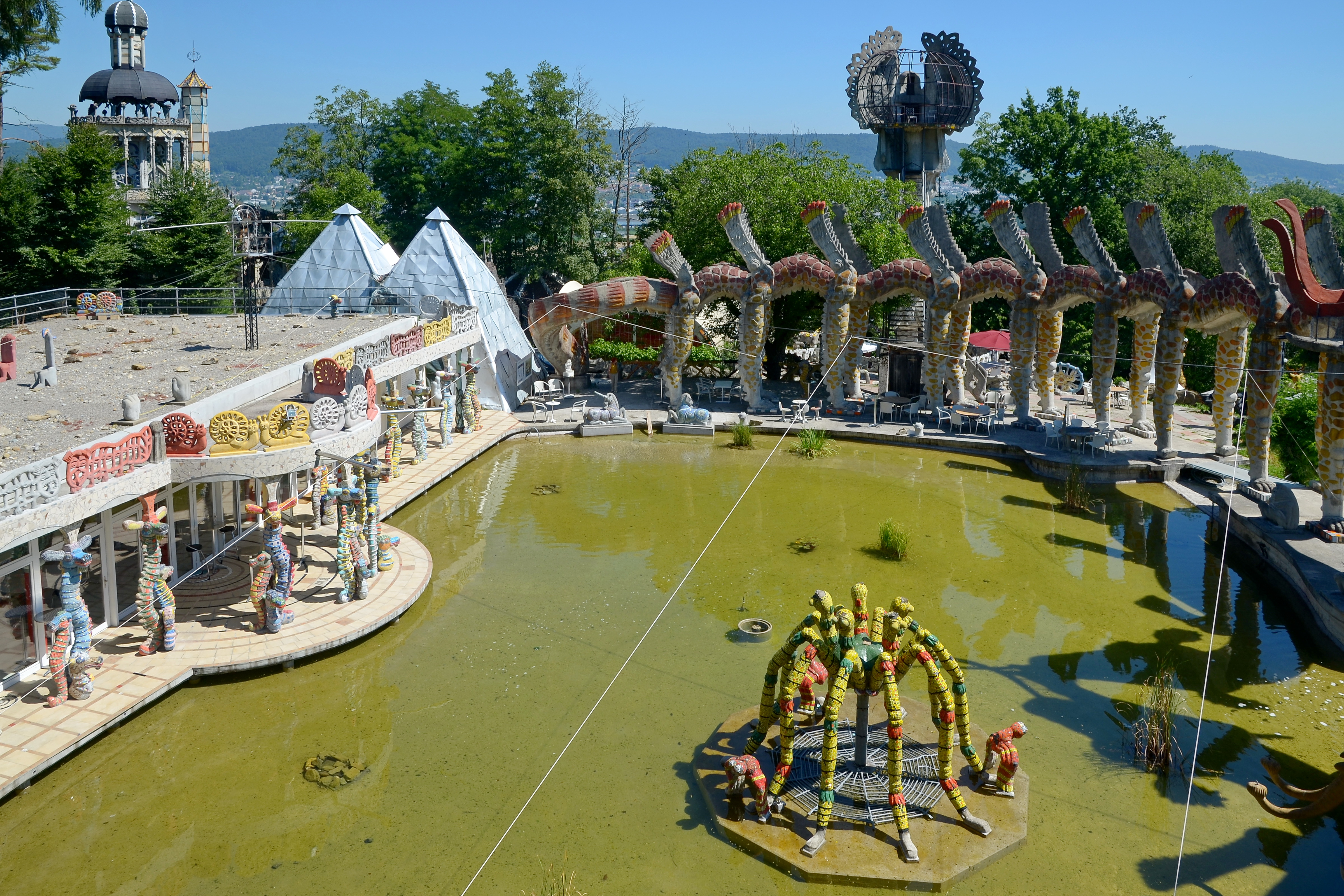
Wassergarten mit dem 103 Meter langen, begehbaren Flügelhund

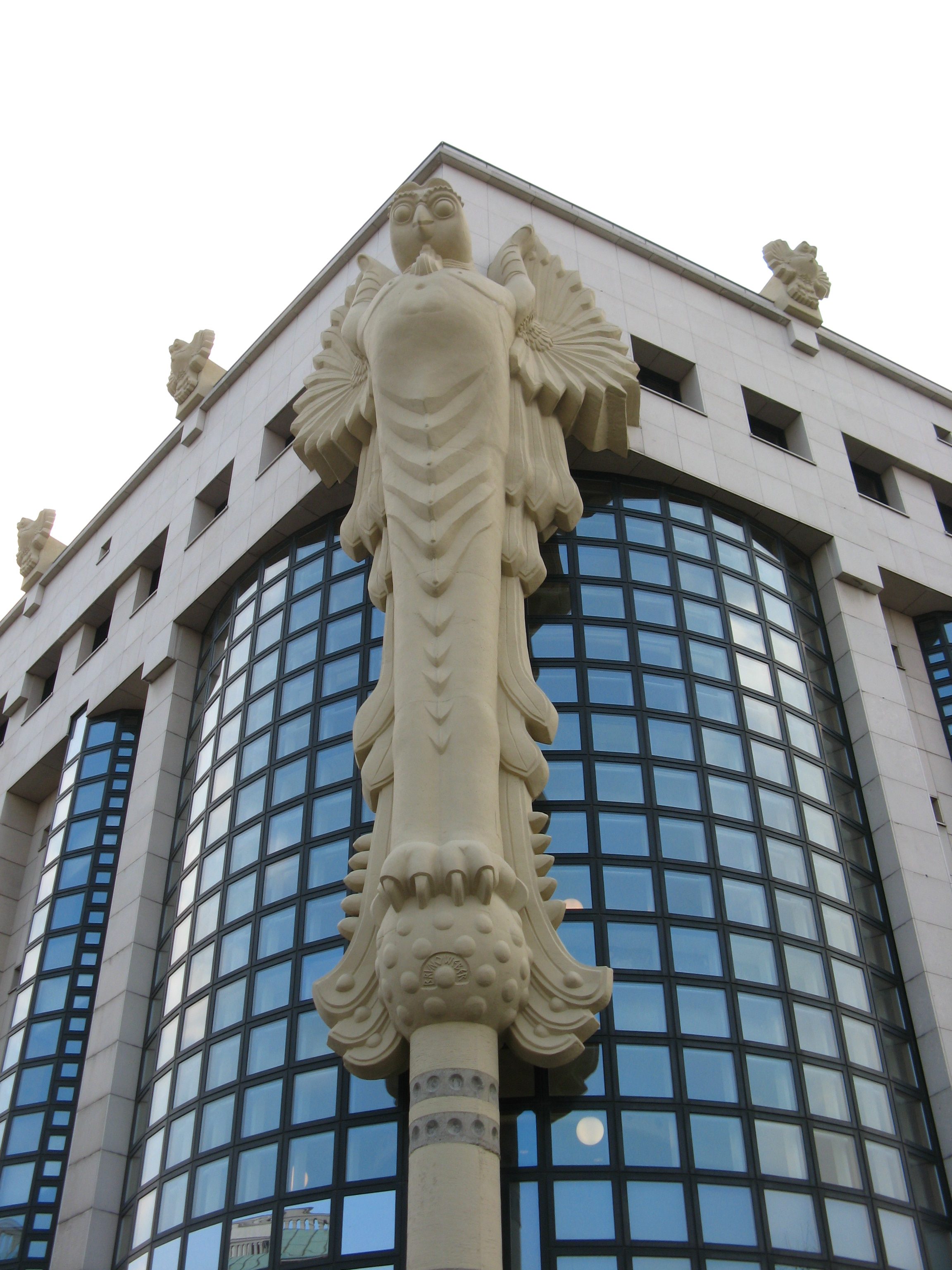
Eulenplastik von Bruno Weber an der Bibliothek der Technischen Universität Wien

Bruno Weber (* 10. April 1931 in Dietikon; † 24. Oktober 2011 in Spreitenbach) war ein Schweizer Künstler und Architekt des phantastischen Realismus. Er schuf den Bruno Weber Park in Spreitenbach und Dietikon.

## Leben
Bruno Weber wurde 1931 im schweizerischen Dietikon geboren. 1947 absolvierte er die Kunstgewerbeschule in Zürich unter Johannes Itten, dem Begründer der Farbenlehre. Danach begann er bis 1949 eine Ausbildung als Lithograf bei Orell Füssli, ebenfalls in Zürich. Später folgten Studienreisen nach Italien, Griechenland und in die Tschechoslowakei.

## Werk
Ab 1962 erweiterte Weber ständig seinen Skulpturenpark, den Bruno Weber Park in Spreitenbach und Dietikon. Dort stehen unter anderem auch sein Haus mit einem 25 m hohen Turm. Der Park erstreckt sich auf einer Fläche von 15'000 m². Der Skulpturenpark ist das Gesamtkunstwerk und Lebenswerk des Künstlers, welcher jährlich von Tausenden besucht wird. Nachdem Weber jahrelang in Dietikon und Spreitenbach mit den Behörden im Streit war wegen des illegal errichteten Hauses und der Figuren im Wald, stellte sich mit der Zeit eine friedliche Koexistenz ein. 1998 erhielten sämtliche Bauten pauschal den behördlichen Segen.
Von 1991 bis 2003 war Weber verantwortlich für die Platzgestaltung auf dem Uetliberg. Heute steht noch der Skulpturenweg. Weber arbeitete insbesondere mit dem Zürcher Architekten Justus Dahinden zusammen. Weber schuf Skulpturen für Dahindens Bauten, beispielsweise das ursprüngliche Restaurant Tantris in München, die Fassade der Universitätsbibliothek der Technischen Universität Wien und das Stierenhaus in Zürich-Witikon.
Bevor Weber seine Passion für die dreidimensionalen Skulpturen entdeckte, malte er gut dreissig Jahre lang Bilder. Anhand dieser Werke kann man, im Gegensatz zu seinen Skulpturen, eine Entwicklung vom Expressionisten in der Art eines Max Gublers zum phantastischen Realisten hin erkennen.

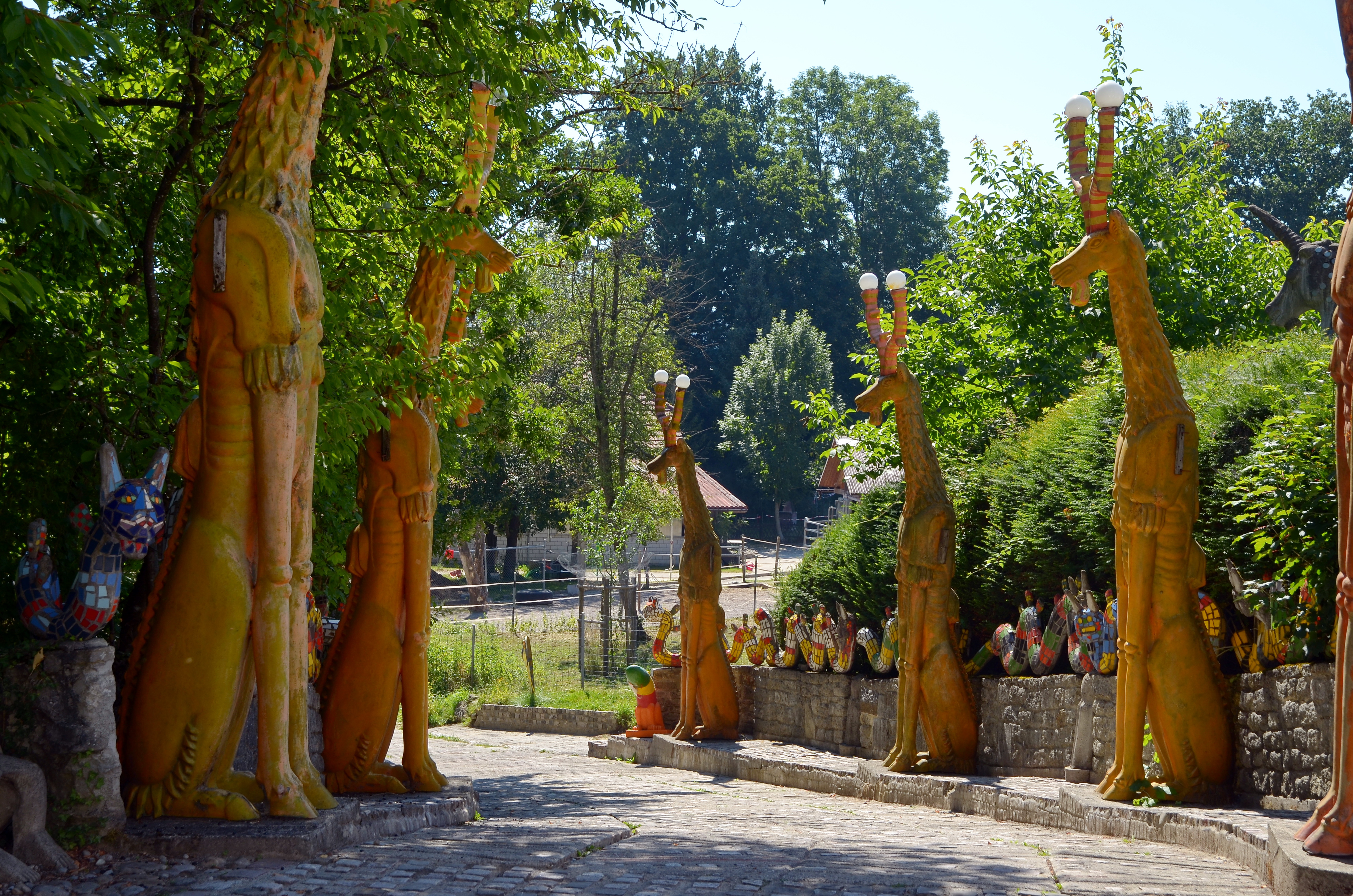
Eingangsbereich
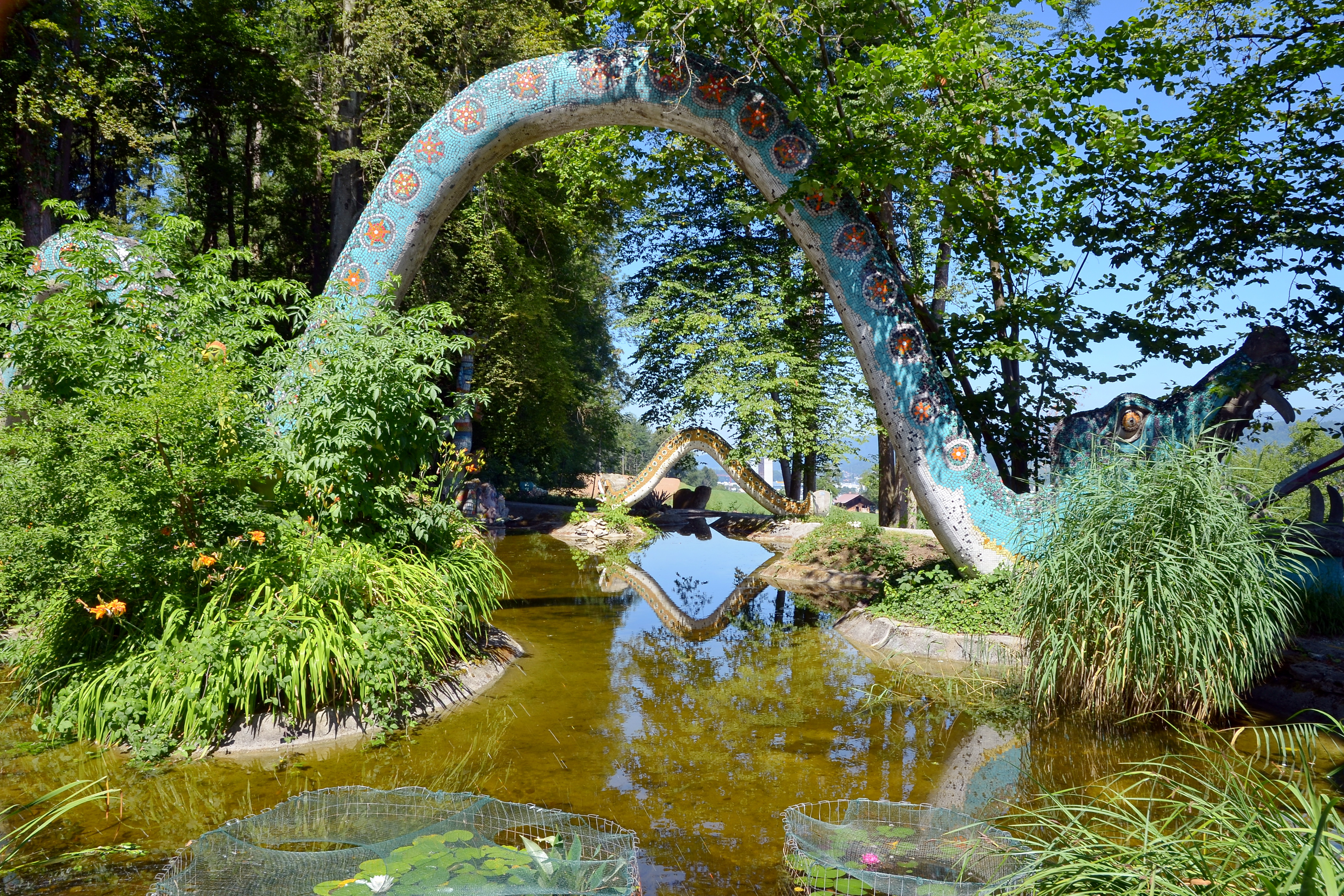
Hausteich
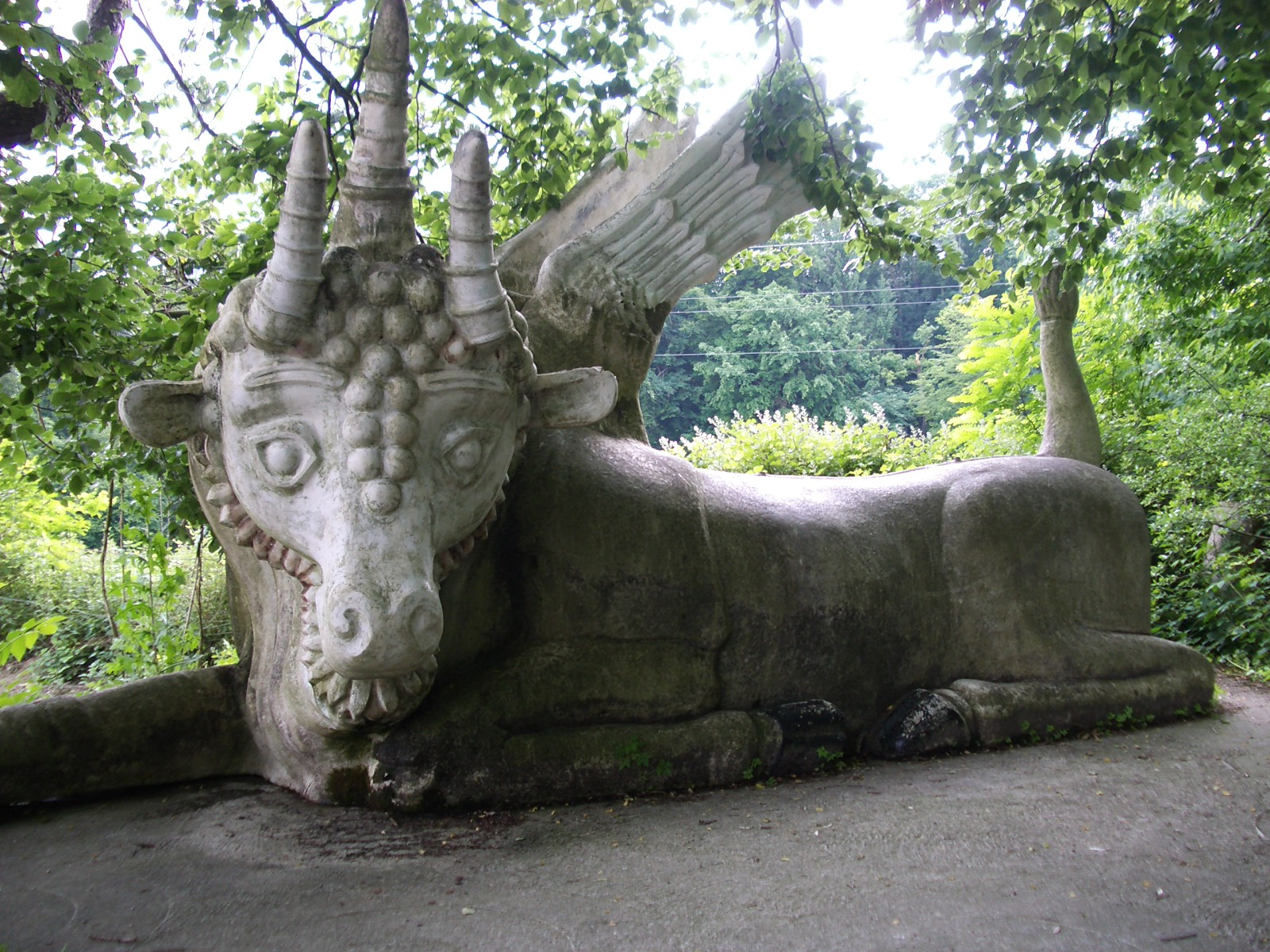
Stier auf Podest
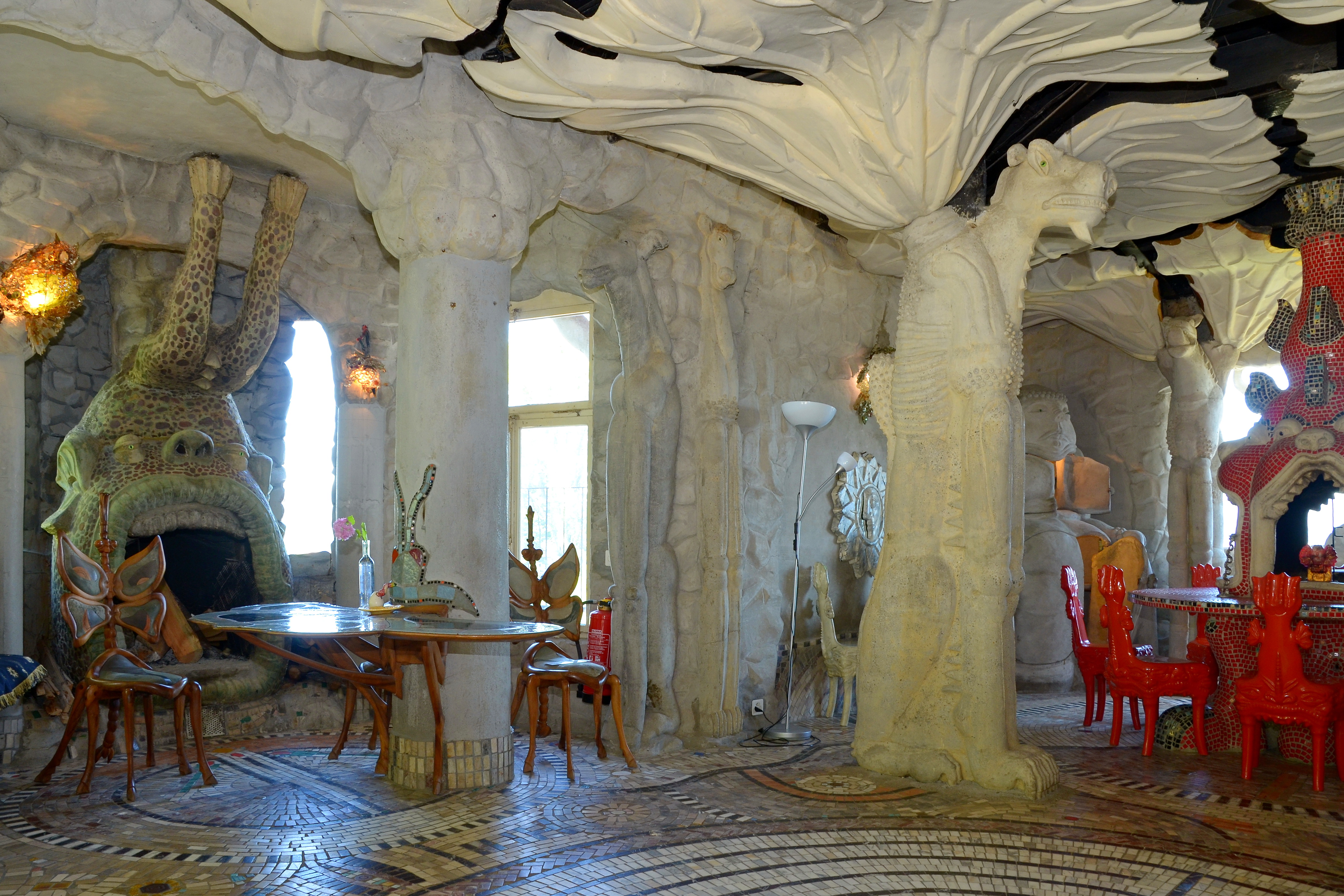
Innenansicht des Turmhauses
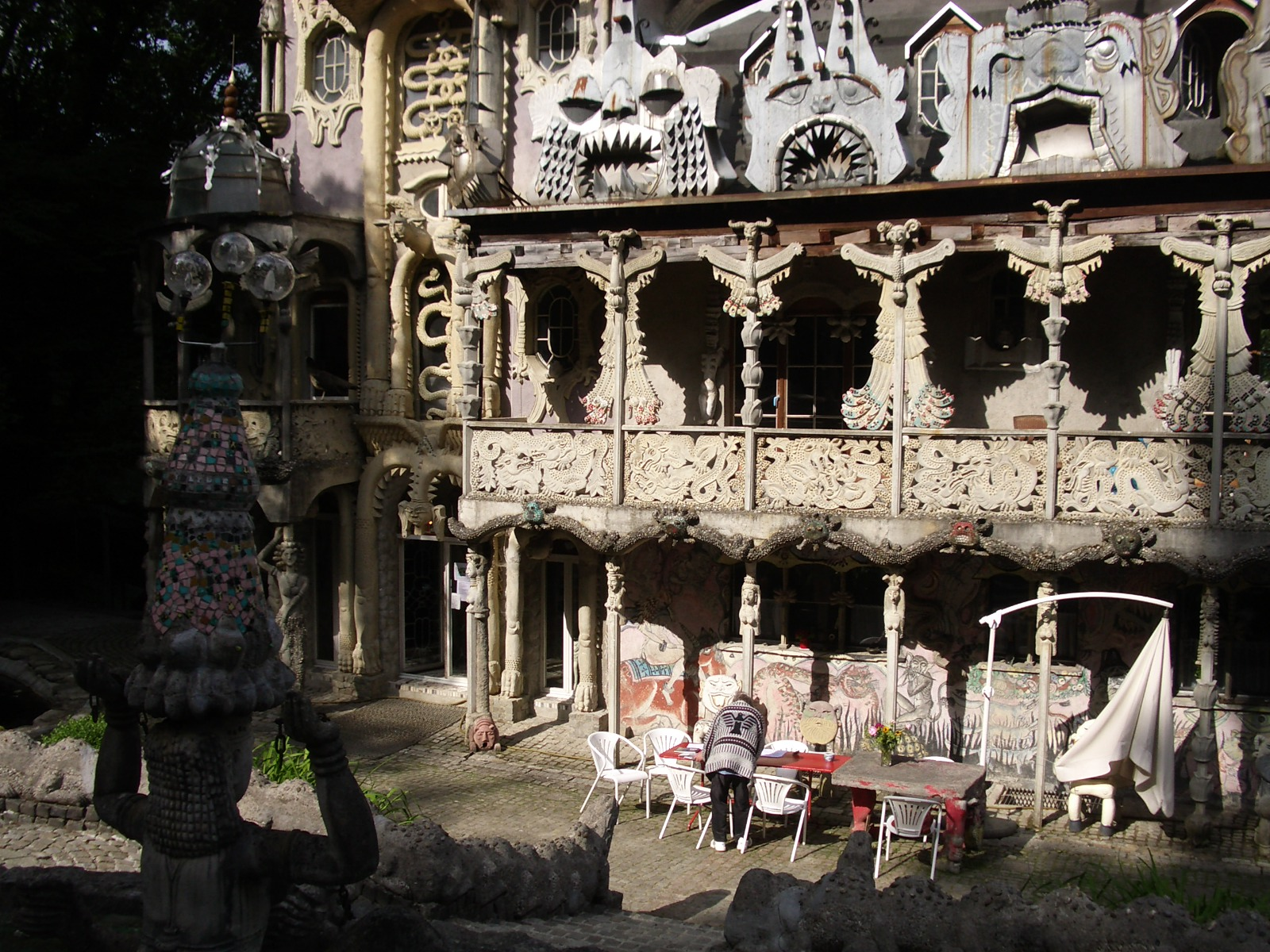
Bruno Weber vor seinem Turmhaus
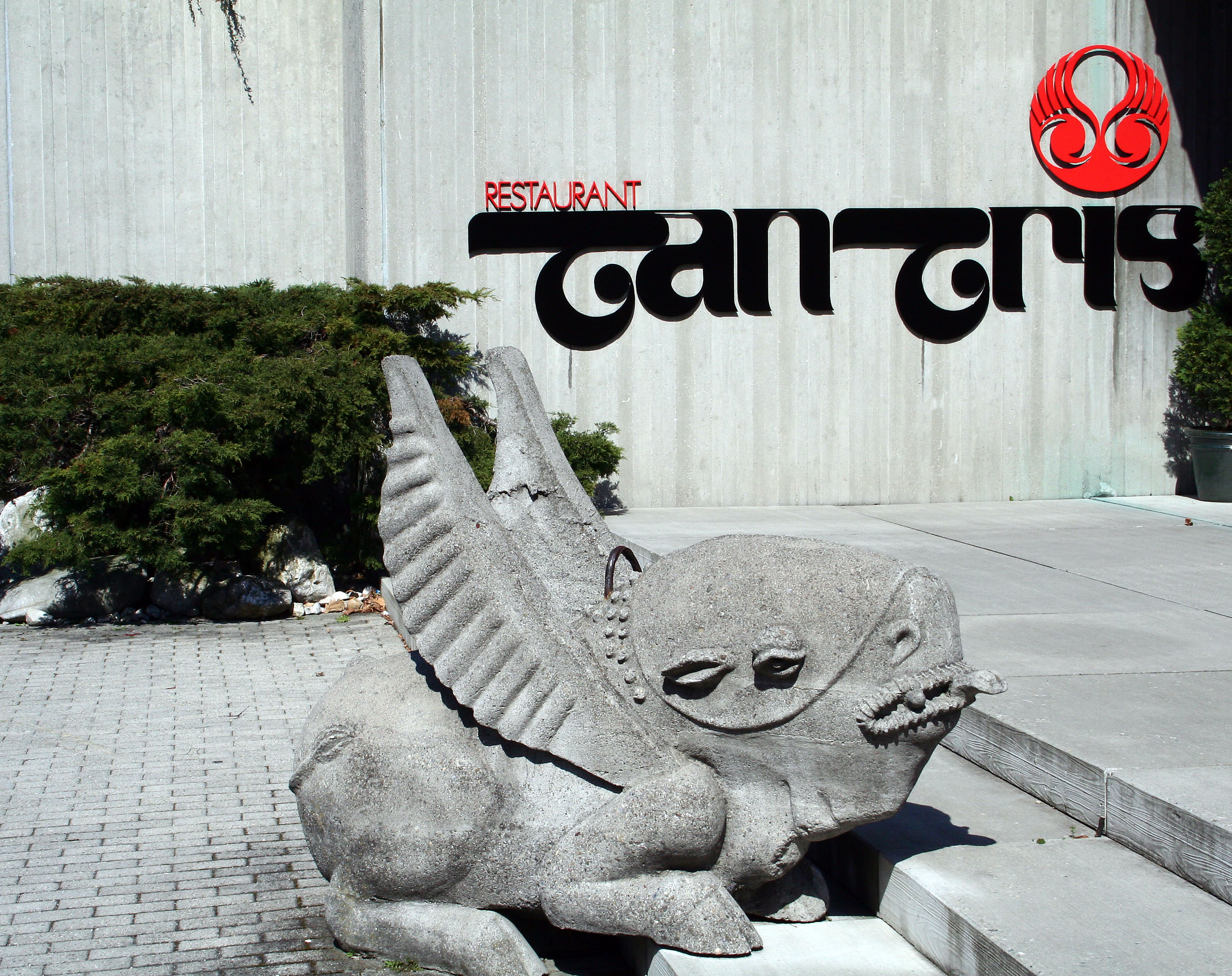
Fabeltier, Restaurant Tantris in München
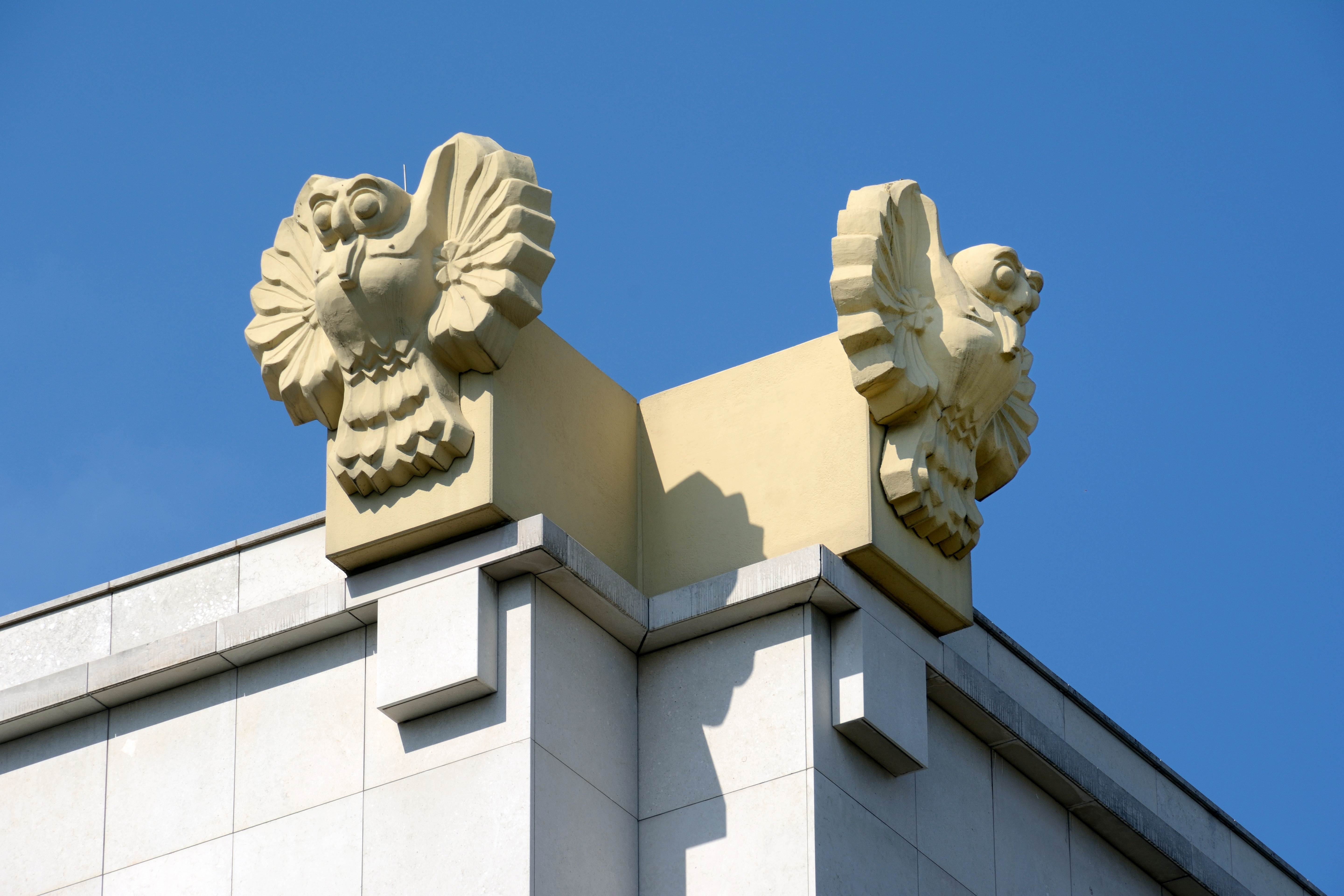
Eulen an der Fassade der TU Bibliothek

## Rezensionen
- Fantasievolle Welt erschaffen – Zürcher Künstler Bruno Weber 80-jährig verstorben, Nachruf in der NZZ vom 25. Oktober 2011
- Eine Gegenwelt mitten in der Agglomeration – Einweihung des Wassergartens in Bruno Webers Skulpturenpark im Limmattal Artikel in der NZZ vom 30. Mai 2012
- 700 Besucher im wiedereröffneten Bruno Weber Park Bericht 6. April 2015.

## Filme/Videos
- 1982: Bruno Weber. Eine Produktion des Saarländischen Rundfunks/Fernsehen (12 Minuten). Buch und Regie: Klaus Peter Dencker
- 1991: Gesichter der Schweiz von Hans-Ulrich Schlumpf u. a. Dokumentarfilm zur 700-Jahre-Jubiläumsfeier der Eidgenossenschaft. Episode: Bruno Weber
- 2021: Der Bruno Weber Park ist steingewordene Fantasie, ein Universum der Farben und Formen, arttv.ch